# Algo Sucede Tour
Gira Algo Sucede (estilizado como Gira #AlgoSucede) es una gira de la cantante mexicana Julieta Venegas con el fin de promocionar su séptimo álbum de estudio Algo Sucede.

## Listado de canciones
1. "Esperaba"
2. "Explosión"
3. "Te Vi"
4. "Amores Platónicos"
5. "Original"
6. "Bien O Mal"
7. "Ese Camino"
8. "Limón y Sal"
9. "Tu Calor"
10. "Buenas Noches Desolación"
11. "Ilusión"
12. "Se Explicara"
13. "Dos Soledades"
14. "Debajo De Mi Lengua"
15. "Porvenir"
16. "Lento"
17. "Los Momentos"
18. "Por que?"
19. "Algo Sucede"
20. "Una respuesta"
21. "Algo Esta Cambiando"
22. "Algún día"
23. "Eres Para Mi"
24. "Parte Mía"
25. "Despedida"
26. "El presente"

Encore:
1. "Sin Documentos"
2. "Andar Conmigo"
3. "Me Voy"

| Terra Live Music |
| --- |
| 1. «Original» 2. «Ese Camino» 3. «Limón y Sal» 4. «Porvenir» 5. «Lento» 6. «Esperaba» 7. «Algo Está Cambiando» 8. «Buenas Noches, Desolación» 9. «Me Voy» 10. «El Presente» 11. «Eres Para Mí» |

| Hellow Festival |
| --- |
| 1. «Original» 2. «Te Vi» 3. «Bien o Mal» 4. «Limón y Sal» 5. «Buenas Noches, Desolación» 6. «Canciones de Amor» 7. «Algún Día» 8. «Ese Camino» 9. «Despedida» 10. «Eres Para Mí» 11. «Me Voy» 12. «El Presente» 13. «Andar Conmigo» (Encore) |

## Fechas
| Gira Algo Sucede                |                            |                |                                                       |
| Fecha                           | Ciudad                     | País           | Lugar                                                 |
| Shows Pre-Promo                 |                            |                |                                                       |
| América del Sur                 |                            |                |                                                       |
| 9 de mayo de 2015               | Bogotá                     | Colombia       | 40 Principales Radio Fest                             |
| 17 de junio de 2015             | Montevideo                 | Uruguay        | Auditorio Nacional del Sodre Dra. Adela Reta          |
| 18 de junio de 2015             | Montevideo                 | Uruguay        | Auditorio Nacional del Sodre Dra. Adela Reta          |
| 20 de junio de 2015             | Lima                       | Perú           | Auditorio Pentagonito                                 |
| Promoción                       |                            |                |                                                       |
| América del Norte               |                            |                |                                                       |
| 29 de julio de 2015             | Miami                      | Estados Unidos | Terra Live Music                                      |
| Europa                          |                            |                |                                                       |
| 3 de agosto de 2015             | Barcelona                  | España         | Jardins del Ateneu                                    |
| 4 de agosto de 2015             | Marbella                   | España         | Starlite Festival                                     |
| 6 de agosto de 2015             | Sevilla                    | España         | Nocturama                                             |
| 7 de agosto de 2015             | Vigo                       | España         | Parque de Castrelos                                   |
| 8 de agosto de 2015             | Zaragoza                   | España         | Iglesia del Monasterio de Veruela                     |
| América del Norte               |                            |                |                                                       |
| 29 de agosto de 2015            | Monterrey                  | México         | Parque Fundidora - Hellow Festival                    |
| 18 de septiembre de 2015        | San Diego                  | Estados Unidos | Music Box                                             |
| 19 de septiembre de 2015        | San Diego                  | Estados Unidos | Music Box                                             |
| 25 de septiembre de 2015        | Ventura                    | Estados Unidos | Majestic Ventura Theater Ventura                      |
| 25 de septiembre de 2015        | Santa Ana                  | Estados Unidos | The Observatory Orange County - La Tocada             |
| América del Sur                 |                            | Estados Unidos |                                                       |
| 4 de octubre de 2015            | Bucaramanga                | Colombia       | Velódromo Alfonso Flórez Ortíz - Festival Abrapalabra |
| América del Norte               |                            |                |                                                       |
| 9 de octubre de 2015            | Tucson                     | Estados Unidos | The Rialto Theatre                                    |
| 10 de octubre de 2015           | Indio                      | Estados Unidos | Fantasy Springs Resort                                |
| América del Sur                 |                            |                |                                                       |
| 22 de octubre de 2015           | Santiago                   | Chile          | Teatro Nescafé de las Artes                           |
| 23 de octubre de 2015           | Santiago                   | Chile          | Enjoy Santiago                                        |
| 24 de octubre de 2015           | Santiago                   | Chile          | Festival fiiS 2015                                    |
| América del Norte               |                            |                |                                                       |
| 1 de noviembre de 2015          | Playa del Carmen           | México         | Parque Xcaret                                         |
| 2 de noviembre de 2015          | Playa del Carmen           | México         | Parque Xcaret                                         |
| 4 de noviembre de 2015          | Aguascalientes             | México         | Foro La Catrina                                       |
| 14 de noviembre de 2015         | Ciudad de México           | México         | Teatro de la Ciudad                                   |
| 15 de noviembre de 2015         | Ciudad de México           | México         | Teatro de la Ciudad                                   |
| 28 de noviembre de 2015         | Cholula                    | México         | Plaza de la Concordia - XXIV Festival Vaniloquio      |
| Gira                            |                            |                |                                                       |
| América del Norte               |                            |                |                                                       |
| 23 de enero de 2016             | Ciudad de México           | México         | Centro Cultural Roberto Cantoral                      |
| 24 de enero de 2016             | Ciudad de México           | México         | Auditorio Nacional (Evento Oye 89.7 FM)               |
| 13 de febrero de 2016           | McAllen                    | Estados Unidos | Civic Center Auditorium                               |
| 24 de febrero de 2016           | Austin                     | Estados Unidos | El Coliseo                                            |
| 25 de febrero de 2016           | San Antonio                | Estados Unidos | Aztec Theatre                                         |
| 26 de febrero de 2016           | Houston                    | Estados Unidos | House of Blues                                        |
| 28 de febrero de 2016           | Dallas                     | Estados Unidos | House of Blues                                        |
| 29 de febrero de 2016           | El Paso                    | Estados Unidos | Speacking Rock                                        |
| 3 de marzo de 2016              | Guadalajara                | México         | Teatro Diana                                          |
| 5 de marzo de 2016              | Tijuana                    | México         | El Faro                                               |
| 9 de marzo de 2016              | Ciudad de México           | México         | Hipódromo de las Américas                             |
| Europa                          |                            |                |                                                       |
| 1 de abril de 2016              | Zúrich                     | Suiza          | Volkshaus                                             |
| 5 de abril de 2016              | Madrid                     | España         | Sala But Madrid                                       |
| 8 de abril de 2016              | Andorra La Vieja           | Andorra        | Palacio de Congresos                                  |
| 9 de abril de 2016              | Madrid                     | España         | Barclaycard Arena                                     |
| 10 de abril de 2016             | Barcelona                  | España         | Gran Teatro del Liceo (Suite Festival)                |
| América del Norte               |                            |                |                                                       |
| 20 de abril de 2016             | Anaheim                    | Estados Unidos | House of Blues                                        |
| 21 de abril de 2016             | Anaheim                    | Estados Unidos | House of Blues                                        |
| 22 de abril de 2016             | Los Ángeles                | Estados Unidos | The Wiltern                                           |
| 29 de abril de 2016             | Villahermosa               | México         | Parque Tabasco                                        |
| 2 de mayo de 2016               | Puebla                     | México         | Teatro del Pueblo                                     |
| 21 de mayo de 2016              | Chandler                   | Estados Unidos | Ovations Entertainment Theater                        |
| 23 de mayo de 2016              | Denver                     | Estados Unidos | La Rumba                                              |
| 24 de mayo de 2016              | Denver                     | Estados Unidos | La Rumba                                              |
| 25 de mayo de 2016              | Nueva York                 | Estados Unidos | Play Station Theater                                  |
| 27 de mayo de 2016              | Chicago                    | Estados Unidos | Concord Music Hall                                    |
| 4 de junio de 2016              | Midland                    | Estados Unidos | The Hacienda Event Center                             |
| América del Sur                 |                            |                |                                                       |
| 17 de junio de 2016             | Santa Cruz                 | Bolivia        | FEXPOCRUZ                                             |
| 18 de junio de 2016             | La Paz                     | Bolivia        | Teatro Jorge Laredo                                   |
| 21 de junio de 2016             | Bogotá                     | Colombia       | Teatro Mayor Julio Mario Santo Domingo                |
| 22 de junio de 2016             | Bogotá                     | Colombia       | Teatro Mayor Julio Mario Santo Domingo                |
| 23 de junio de 2016             | Bogotá                     | Colombia       | Teatro Mayor Julio Mario Santo Domingo                |
| América del Norte               |                            |                |                                                       |
| 8 de julio de 2016              | Salinas                    | Estados Unidos | The Fox Theater                                       |
| 9 de julio de 2016              | Fresno                     | Estados Unidos | Warnors Theater                                       |
| 10 de julio de 2016             | Bakersfield                | Estados Unidos | The Fox Theater                                       |
| 15 de julio de 2016             | Stockton                   | Estados Unidos | Bob Hope Theater                                      |
| 16 de julio de 2016             | San José                   | Estados Unidos | City National Civic                                   |
| 23 de julio de 2016             | Sacramento                 | Estados Unidos | Ace of Spades                                         |
| 24 de julio de 2016             | San Francisco              | Estados Unidos | Stern Grove Festival                                  |
| 28 de julio de 2016             | Riverside                  | Estados Unidos | Riverside Municipal Auditorium                        |
| 29 de julio de 2016             | Las Vegas                  | Estados Unidos | Hard Rock Live                                        |
| 30 de julio de 2016             | San Diego                  | Estados Unidos | House of Blues                                        |
| 6 de agosto de 2016             | Valle de Guadalupe         | México         | Bodega Monte Xanic                                    |
| Europa                          |                            |                |                                                       |
| 16 de agosto de 2016            | Cartagena                  | España         | Auditorio El Batel                                    |
| 17 de agosto de 2016            | Benidorm                   | España         | Auditorio Julio Iglesias                              |
| 19 de agosto de 2016            | La Coruña                  | España         | Pelicano                                              |
| 20 de agosto de 2016            | Santiago de Compostela     | España         | Palacio de Congresos                                  |
| 21 de agosto de 2016            | Alcalá de Henares          | España         | Auditorio del Patrimonio                              |
| América Central                 |                            | España         |                                                       |
| 10 de septiembre de 2016        | San Juan                   | Puerto Rico    | Coliseo                                               |
| América del Norte               |                            |                |                                                       |
| 23 de septiembre de 2016        | Ciudad de México           | México         | Teatro Metropolitan                                   |
| América del Sur                 |                            |                |                                                       |
| 29 de septiembre de 2016        | Córdoba                    | Argentina      | Plaza de la Música                                    |
| 30 de septiembre de 2016        | Rosario                    | Argentina      | Auditorio Fundación                                   |
| 1 de octubre de 2016            | Buenos Aires               | Argentina      | Gran Rex                                              |
| América del Norte               |                            |                |                                                       |
| 26 de octubre de 2016           | Anaheim                    | Estados Unidos | City National Grove                                   |
| 28 de octubre de 2016           | Seattle                    | Estados Unidos | Kings Hall                                            |
| 29 de octubre de 2016           | Los Ángeles                | Estados Unidos | Hollywood Forever Cemetery                            |
| 10 de octubre de 2016           | Metepec                    | México         | Festival Quimera                                      |
| 4 de noviembre de 2016          | Guadalajara                | México         | Plaza de la República                                 |
| América del Sur                 |                            |                |                                                       |
| 4 de diciembre de 2016          | General Juan Madariaga     | Argentina      | AcercArte                                             |
| 10 de diciembre de 2016         | Montevideo                 | Uruguay        | Teatro de Verano Ramón Collazo                        |
| América del Norte               |                            |                |                                                       |
| 18 de diciembre de 2016         | Campeche                   | México         | Festival Internacional del Centro Histórico           |
| 30 de enero de 2017             | Phoenix                    | Estados Unidos | Crescent Ballroom                                     |
| 16 de marzo de 2017             | Anaheim                    | Estados Unidos | House of Blues                                        |
| 17 de marzo de 2017             | San Diego                  | Estados Unidos | House of Blues                                        |
| 19 de marzo de 2017             | Ciudad de México           | México         | Vive Latino                                           |
| Parte Mía Tour (Europa)         |                            |                |                                                       |
| Europa                          |                            |                |                                                       |
| 31 de marzo de 2017             | Gijón                      | España         | Gijón Sound Festival                                  |
| 1 de abril de 2017              | San Sebastián              | España         | CC Intxaurrondo                                       |
| 2 de abril de 2017              | Valencia                   | España         | Veles e Vent                                          |
| 4 de abril de 2017              | Fuerteventura              | España         | Palacio de Formación y Congresos                      |
| 5 de abril de 2017              | Tenerife                   | España         | Monopol Music Festival                                |
| 6 de abril de 2017              | Las Palmas de Gran Canaria | España         | Teatro Pérez Galdós                                   |
| 7 de abril de 2017              | Gerona                     | España         | Auditori Girona                                       |
| 18 de abril de 2017             | Londres                    | Inglaterra     | Barbican Center                                       |
| 19 de abril de 2017             | París                      | Francia        | Café de la Danse                                      |
| 21 de abril de 2017             | Lausanne                   | Suiza          | Les Docks                                             |
| 22 de abril de 2017             | Solothurn                  | Suiza          | Kulturfabrik Komehl                                   |
| 23 de abril de 2017             | Zúrich                     | Suiza          | Plaza Zúrich                                          |
| 25 de abril de 2017             | Moscú                      | Rusia          | Isveztia Hall                                         |
| 27 de abril de 2017             | Madrid                     | España         | Sala But                                              |
| Parte Mía Tour (Brasil)         |                            |                |                                                       |
| América del Sur                 |                            |                |                                                       |
| 19 de julio de 2017             | Curitiba                   | Brasil         | Teatro Positivo                                       |
| 21 de julio de 2017             | Río de Janeiro             | Brasil         | Vivo Rio                                              |
| 22 de julio de 2017             | Sao Paulo                  | Brasil         | Tom Brasil                                            |
| 23 de julio de 2017             | Porto Alegre               | Brasil         | Auditório Araújo Vianna                               |
| Parte Mía Tour (Estados Unidos) |                            |                |                                                       |
| América del Norte               |                            |                |                                                       |
| 1 de septiembre de 2017         | Houston                    | Estados Unidos | Arena Theatre                                         |
| 2 de septiembre de 2017         | Dallas                     | Estados Unidos | The Bomb Factory                                      |
| 3 de septiembre de 2017         | Virginia                   | Estados Unidos | The State Theatre                                     |
| 4 de septiembre de 2017         | Pennsylvania               | Estados Unidos | Longwood Gardens – Kennett Square                     |
| 5 de septiembre de 2017         | Nueva York                 | Estados Unidos | The Town Hall                                         |
| 6 de septiembre de 2017         | Boston                     | Estados Unidos | Berklee                                               |